# بول فينته
بول فينته Paul Vincze (مواليد 15 أغسطس 1907 - 5 مارس 1994) هو فنان ومصمم عملات وميداليات مجري من أصل يهودي صمم قطع نقدية للكثير من الدول منها قطعة نقدية من فئة ميليمان لمملكة ليبيا في عهد إدريس السنوسي.
وكثيرًا ما يغلب على أعمال بول فينته الطابع الفني للمدرسة الكلاسيكية في الفن. مما يجعله كيهودي حالة نادرة لأن أغلب اليهود يميلون إلى المدرسة التجريدية وذلك راجعٌ إلى نزعتهم المادية وابتعادهم عن المثالية التي تجسدها المدرسة الكلاسيكية في الفن.

## روابط خارجية
- بول فينته على موقع أوليمبيديا (الإنجليزية)